# Hemingway Papers
Pour plus de détails, voir Fiche technique et Distribution.
Pour les articles homonymes, voir Hemingway (homonymie).
Hemingway Papers (ルパン三世『ヘミングウェイ・ペーパーの謎』, Rupan Sansei: Heminguuei Peepaa no Nazo) est un téléfilm d'animation japonais réalisé par Osamu Dezaki, diffusé en 1990.

## Synopsis
Lupin III et ses amis sont à la recherche des documents d'Ernest Hemingway.

## Fiche technique
- Titre : Hemingway Papers
- Titre original : ルパン三世『ヘミングウェイ・ペーパーの謎』 - Rupan Sansei : Heminguuei Peepaa no Nazo
- Réalisation : Osamu Dezaki
- Scénario : Hiroshi Kashiwabara d'après Monkey Punch
- Direction de l'animation :
- Direction artistique :
- Direction de la photographie :
- Production :
- Production exécutive :
- Société de production : Nippon Television Network Corporation et TMS Entertainment
- Musique : Yuji Ohno
- Pays d'origine : Japon
- Langue : japonais
- Genre : Policier
- Durée : 90 minutes
- Première date de diffusion :  20 juillet 1990

## Distribution
- Lupin III : Yasuo Yamada
- Daisuke Jigen : Kiyoshi Kobayashi
- Goemon Ishikawa : Makio Inoue
- Fujiko Mine : Eiko Masuyama
- Koichi Zenigata : Gorō Naya

## Autour du film
- C'est le deuxième TV spécial de Lupin III.